# Valdefuentes (kommun)
Valdefuentes är en kommun i Spanien.   Den ligger i provinsen Provincia de Cáceres och regionen Extremadura, i den centrala delen av landet, 240 km sydväst om huvudstaden Madrid. Antalet invånare är 1 362. Arean är 27,0 kvadratkilometer.
Terrängen i Valdefuentes är platt.